# .gm
.gm је највиши Интернет домен државних кодова (ccTLD) за Гамбију.